# Schnelldorf
Schnelldorf ist eine Gemeinde im Landkreis Ansbach in Mittelfranken und zählt zur Metropolregion Nürnberg. 

## Geografie

### Geografische Lage
Schnelldorf liegt im Gebiet der Frankenhöhe rund 2 km südsüdöstlich des Birkenbergs, etwas mehr als 4 km (Luftlinie) westlich des Autobahnkreuzes Feuchtwangen/Crailsheim und wird von einem Oberlaufabschnitt der Ampfrach (einem westlichen Wörnitz-Zufluss) durchflossen. Als eine von drei bayerischen Gemeinden (neben Wettringen und Kirchzell) hat Schnelldorf über mehrere Quell- und Nebenflüsse der Brettach und Gronach Anteil am Einzugsgebiet des Neckars.

### Nachbargemeinden
Nachbargemeinden sind:
(Auflistung im Uhrzeigersinn beginnend im Norden)
| - Wettringen - Wörnitz - Feuchtwangen | - Kreßberg - Satteldorf | - Wallhausen - Rot am See |

### Gemeindegliederung
Es gibt 17 Gemeindeteile (in Klammern ist der Siedlungstyp angegeben):
- Altersberg (Weiler)
- Ebethof (Einöde)
- Gailroth (Dorf)
- Grimmschwinden (Dorf)
- Gumpenweiler (Weiler)
- Haundorf (Kirchdorf)
- Hilpertsweiler (Weiler)
- Holdermühle (Einöde)
- Leitsweiler (Dorf)
- Oberampfrach (Pfarrdorf)
- Ransbach an der Holzecke (Dorf)
- Schnelldorf (Dorf)
- Steinbach an der Holzecke (Dorf)
- Stollenhof (Weiler)
- Theuerbronn (Weiler)
- Unterampfrach (Pfarrdorf)
- Wildenholz (Pfarrdorf)

Außerdem gibt es noch die Wohnplätze Auhof, Belznershof, Birkenhof, Buchmühle (auch Heckelmühle genannt), Jakobsmühle und Wiesenhof, die allesamt keine amtlich benannten Gemeindeteile sind.
Es gibt auf dem Gemeindegebiet die Gemarkungen Gailroth, Haundorf, Oberampfrach, Unterampfrach und Wildenholz.

### Klima

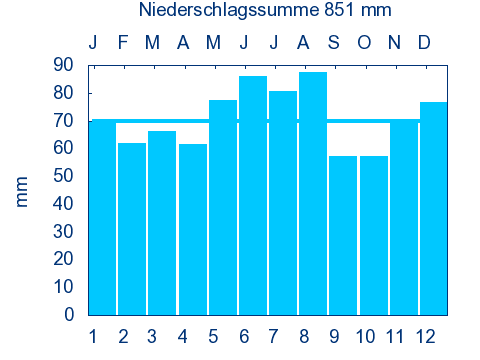
Diagramm Niederschlagsmittelwerte Schnelldorf für den Zeitraum von 1961 bis 1990
Niederschlagsdiagramm für Schnelldorf (blaue Kurve) vor den Mittelwerten (Quantilen) für Deutschland (grau)

In Schnelldorf beträgt die durchschnittliche Niederschlagsmenge im Jahr 851 mm.

## Geschichte
Der Ort wurde 1361 als „Snellendorf“ erstmals urkundlich erwähnt. Das Bestimmungswort des Ortsnamens ist der Personenname Snello.
Schnelldorf lag im Fraischbezirk des ansbachischen Oberamtes Feuchtwangen. 1732 bestand der Ort aus 27 Anwesen (7 Höfe, 3 Halbhöfe, 1 Wirtschaft, 1 Mühle, 1 Schmiede, 10 Güter, 4 Häuslein), 1 Hirtenhaus der Kommune und 1 Kapelle, die als „ruinös“ beschrieben wurde. Die Dorf- und Gemeindeherrschaft und die Grundherrschaft über alle Anwesen hatte das hohenlohe-bartensteinische Amt Schnelldorf inne. Gegen Ende des 18. Jahrhunderts gab es im Ort nur noch 23 Anwesen. Von 1797 bis 1808 unterstand der Ort dem Justiz- und Kammeramt Feuchtwangen.
Mit dem Gemeindeedikt (frühes 19. Jh.) wurde Schnelldorf dem Steuerdistrikt und der Ruralgemeinde Oberampfrach zugeordnet.
Am 21. Dezember 1971 wurde die damalige Gemeinde Oberampfrach in Schnelldorf umbenannt.

### Eingemeindungen
Am 1. Januar 1972 wurden anlässlich der Gebietsreform die Gemeinden Haundorf und Unterampfrach eingegliedert. Am 1. Juli 1972 folgten Gailroth und Wildenholz. So entstand das neue Kleinzentrum Schnelldorf.

### Einwohnerentwicklung
Im Zeitraum 1988 bis 2018 stieg die Einwohnerzahl von 3024 auf 3617 um 593 Einwohner bzw. um 19,6 %.
Gemeinde Schnelldorf
| Jahr        | 1979 | 1987   | 1991 | 1995 | 2002 | 2005 | 2010   | 2011   | 2012   | 2013   | 2014   | 2015   |
| Einwohner   | 2993 | 3030   | 3179 | 3294 | 3606 | 3564 | 3480   | 3504   | 3548   | 3583   | 3561   | 3527   |
| Wohngebäude |      | 827    |      |      |      |      |        | 1012   | 1019   | 1025   | 1031   | 1038   |
| Quelle      |      | [ 11 ] |      |      |      |      | [ 12 ] | [ 12 ] | [ 12 ] | [ 12 ] | [ 12 ] | [ 12 ] |

Ort Schnelldorf
| Jahr      | 001818 | 001840 | 001861 | 001871 | 001885 | 001900 | 001925 | 001950 | 001961 | 001970 | 001987 |
| Einwohner | 272    | 414    | 513    | 525    | 653    | 679    | 666    | 943    | 922    | 1036   | 1320   |
| Häuser    | 66     | 61     |        |        | 114    | 114    | 126    | 139    | 179    |        | 354    |
| Quelle    | [ 13 ] | [ 14 ] | [ 15 ] | [ 16 ] | [ 17 ] | [ 18 ] | [ 19 ] | [ 20 ] | [ 21 ] | [ 22 ] | [ 11 ] |

1. ↑  Es sind nur bewohnte Häuser angegeben. Im Jahre 1818 wurden diese als Feuerstellen bezeichnet, 1840 als Häuser und 1885 bis 1987 als Wohngebäude.

## Politik

### Gemeinderat
Nach der Kommunalwahl am 15. März 2020 hat der Gemeinderat 16 Mitglieder. Die Wahl brachte folgendes Ergebnis:
| Partei/Liste             | Sitze |
| CSU                      | 5     |
| SPD                      | 4     |
| Unabhängige Bürger       | 4     |
| Freie Wählergemeinschaft | 3     |

Weiteres Mitglied und Vorsitzender des Gemeinderates ist der Erste Bürgermeister.

### Erster Bürgermeister
Bei der Bürgermeisterwahl am 15. März 2020 wurde der Verwaltungsfachwirt Tobias Strauß (* 1987) mit 89,71 % der Stimmen zum neuen Ersten Bürgermeister der Gemeinde Schnelldorf gewählt. Die Wahlbeteiligung lag bei 58,89 %.

### Wappen und Flagge
Wappen
| Wappen der Gemeinde Schnelldorf | Blasonierung: „Durch einen roten Wellenbalken geteilt; oben in Silber ein herschauender, schreitender rot gezungter schwarzer Leopard mit niedergeschlagenem Schweif, unten von Silber und Blau fünfmal gespalten.“ |
| Wappen der Gemeinde Schnelldorf | Wappenbegründung: Als einstmalige Grund- und Gerichtsherren sind neben den Markgrafen von Brandenburg-Ansbach die Fürsten von Hohenlohe-Schillingsfürst und die Grafen von Seinsheim nachweisbar. Daran erinnern der Leopard, das Wappentier der Fürsten von Hohenlohe-Schillingsfürst, sowie die Spaltung von Silber und Blau aus dem Wappen der Grafen von Seinsheim. Die Gemeinde führt das Wappen seit 1973. |

Flagge
Die Gemeindeflagge ist schwarz-weiß-blau.

### Gemeindepartnerschaften
Schnelldorf hat seit 1988 eine Gemeindepartnerschaft mit der belgischen Gemeinde Hooglede.

## Wirtschaft und Infrastruktur
Schnelldorf ist Mitglied im Tourismusverband Romantisches Franken. Ein Wirtshausgebäude, das ursprünglich im Schnelldorfer Ortsteil Oberampfrach stand, wurde abgetragen und im Fränkischen Freilandmuseum Bad Windsheim wieder aufgebaut (Translozierung).
Nördlich von Schnelldorf an der A 6 liegt der Erlensee, ein Badesee. Ein Naturcampingplatz am Erlensee wurde um 2016 geschlossen.

## Verkehr
Die Gemeinde wird in Ost-West-Richtung von der Autobahn A 6 durchquert. Am östlichen Rand verläuft die A 7 und quert die A 6 am Autobahnkreuz Feuchtwangen/Crailsheim. Die Staatsstraße 2222 verläuft zur Anschlussstelle 47 der A 6 (1,4 km nördlich) bzw. an Oberampfrach vorbei nach Unterampfrach (4 km südöstlich). Die Kreisstraße AN 4/K 2505 führt nach Ellrichshausen (3,3 km südwestlich) bzw. nach Oberampfrach (2 km östlich). Eine Gemeindeverbindungsstraße führt nach Grimmschwinden (0,8 km nordwestlich).
Die Gemeinde verfügt über einen Haltepunkt an der Bahnstrecke Nürnberg–Crailsheim. Im Zweistundentakt fahren Regional-Express-Züge nach Nürnberg und Stuttgart.
In Schnelldorf endet der von Ansbach kommende Fernwanderweg Europäische Wasserscheideweg. Durch den Ort führt der Fernwanderweg Roter Flieger. Vom Bahnhof führt ein Zubringerweg zum Jagststeig im Waldgebiet der Crailsheimer Hart.

## Persönlichkeiten
- Karl-Heinz Ackermann (1948–2015), deutscher Generalmajor